# Frutten-Gießelsdorf

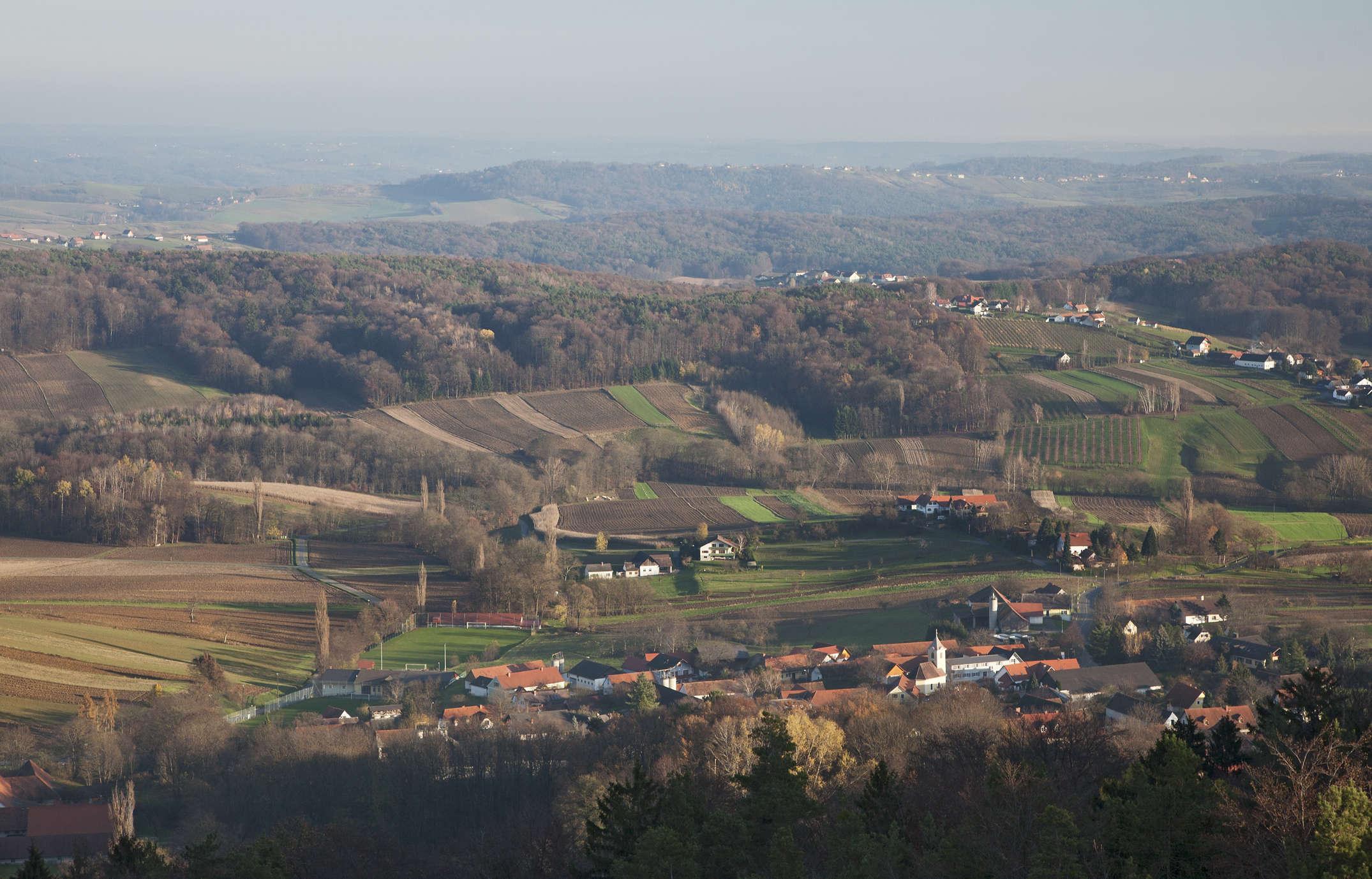
Blick auf Frutten-Gießelsdorf

Frutten-Gießelsdorf ist eine ehemalige Gemeinde im Süd-Osten der Steiermark im Bezirk Südoststeiermark. Seit 2015 ist sie im Rahmen der Gemeindestrukturreform in der Steiermark mit der Gemeinde Sankt Anna am Aigen zusammengeschlossen, die neue Gemeinde führt den Namen „Sankt Anna am Aigen“ weiter.

## Geografie

### Geografische Lage
Frutten-Gießelsdorf liegt circa 47 km südöstlich von Graz und etwa 15 km südlich der Bezirkshauptstadt Feldbach im Oststeirischen Hügelland.

### Ehemalige Gemeindegliederung
Das Gemeindegebiet umfasste folgende drei Katastralgemeinden (Fläche Stand 31. Dezember 2023) und gleichnamigen Ortschaften (in Klammern Einwohnerzahl, Stand 1. Jänner 2024):
- Frutten (406,78 ha; 207 Ew.)
- Gießelsdorf (359,05 ha; 256 Ew.)
- Hochstraden (323,54 ha; 138 Ew.)

## Bevölkerungsentwicklung

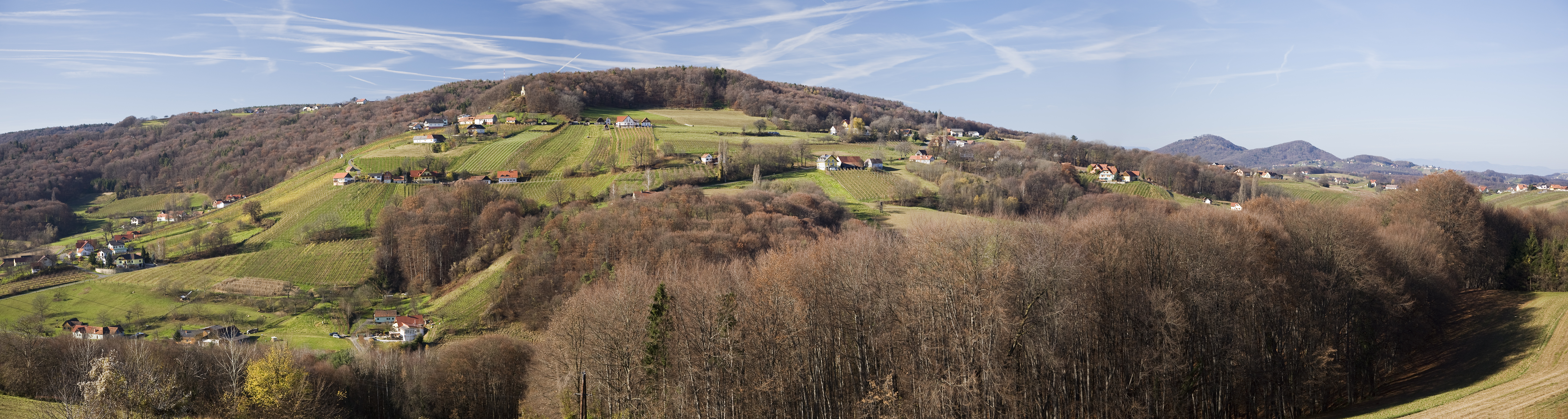
Blick auf Hochstraden von Sankt Anna am Aigen

## Kultur und Sehenswürdigkeiten

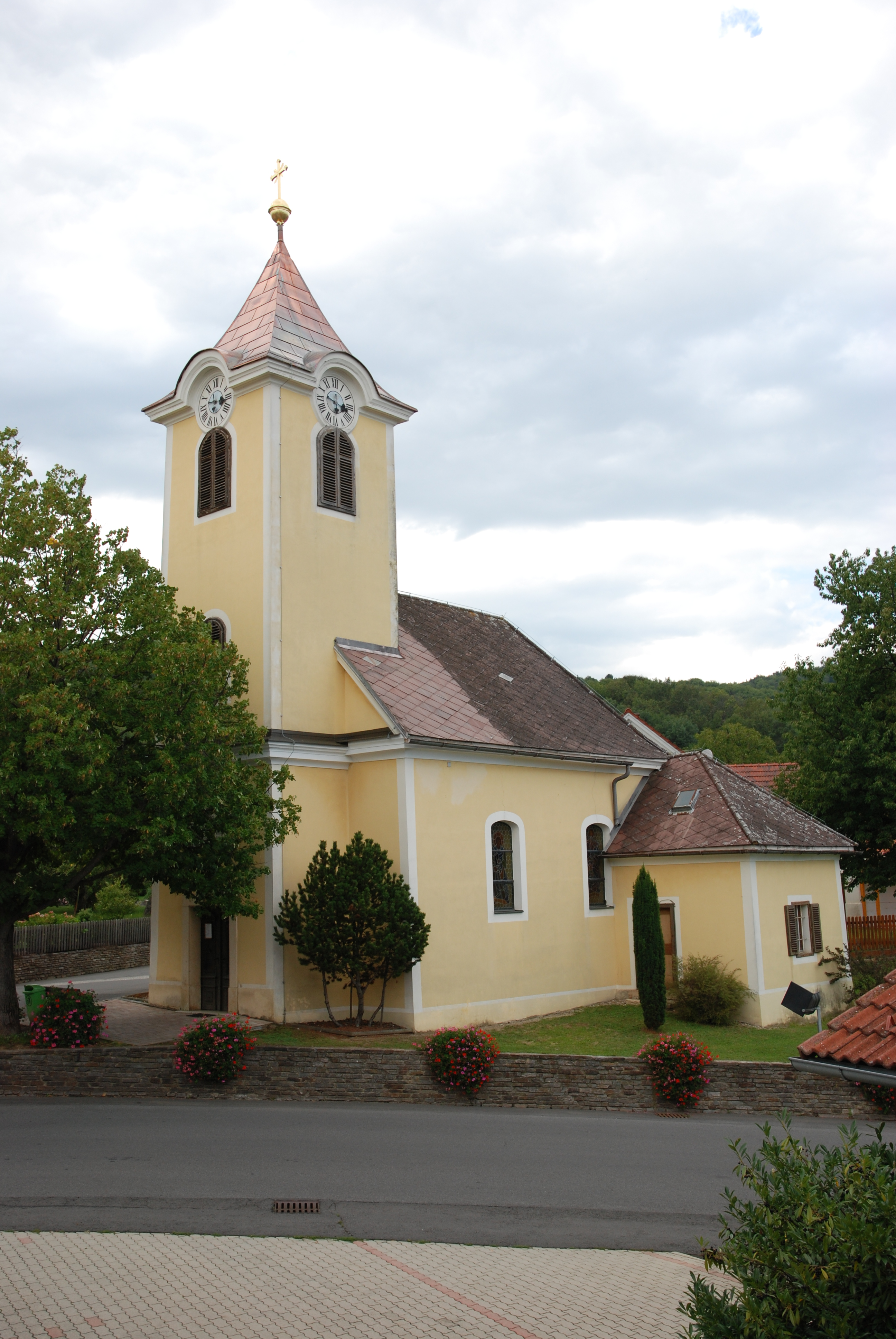
Ortskapelle Frutten-Gießelsdorf

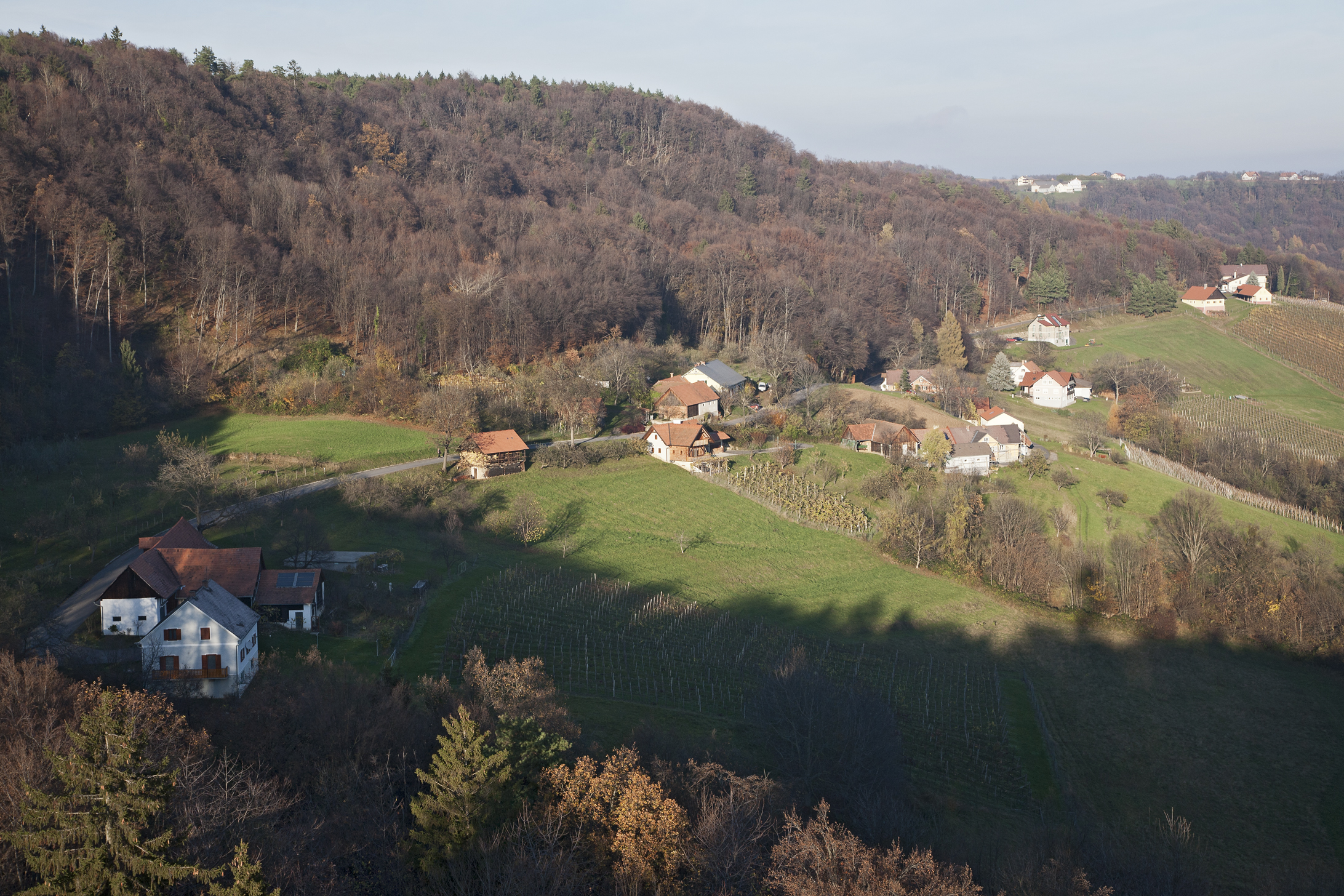
Blick vom Aussichtsturm auf Gießelsdorfberg

- Die 40 m hohe Aussichtswarte Frutten-Gießelsdorf steht etwa einen Kilometer westnordwestlich des Ortes. Sie wurde 1987/88 errichtet und 2000 restauriert. Wegen der auffällig roten Treppe, die mit 180 Stufen zur 36 m hohen Aussichtsplattform führt, trägt sie den Beinamen Feuerturm.[4]

## Politik

### Gemeinderat
Der Gemeinderat bestand aus neun Mitgliedern und setzte sich seit der Gemeinderatswahl 2010 aus Mandaten der folgenden Parteien zusammen:
- 7 ÖVP – stellte Bürgermeister und Vizebürgermeister
- 2 SPÖ

### Wappen
Die Verleihung des Gemeindewappens erfolgte mit Wirkung vom 1. September 1996.

Blasonierung (Wappenbeschreibung):
„In Rot golden über einer in Furchenstich durch drei Dreiecke unter Randrillen gezierten kupferzeitlichen Tasse ein neunblättriger, vier Trauben tragender Weinstock in Gestalt eines Lebensbaumes.“